# Баба (гора)
Баба (мак. Баба Планина, грец. Βαρνούς or Βαρνούντας) — гірський масив між Македонією та Грецією. Також відомий за назвою найвищої вершини Пелістер чи Перістері, що має висоту 2601 м. Знаходиться неподалік міста Бітола. За висотою гора є третьою у Македонії та п'ятнадцятою у Греції. Іншими вершинами окрім Пелістера є Два Гроба (2514 м), Ветерниця (2420 м), Муза (2350 м), Рзана (2334 м), Широка (2218 м), Коз'ї Камен (2199 м), Грива (2198 м) та Голема Чука (2188 м) у Македонії та Белавода (2179 м), Кірко (2155 м) та Коцифа (2065 м) у Греції. Гірський масив Баба є початком для багатьох річок, які несуть свої води до Адріатичного та Егейського морів.

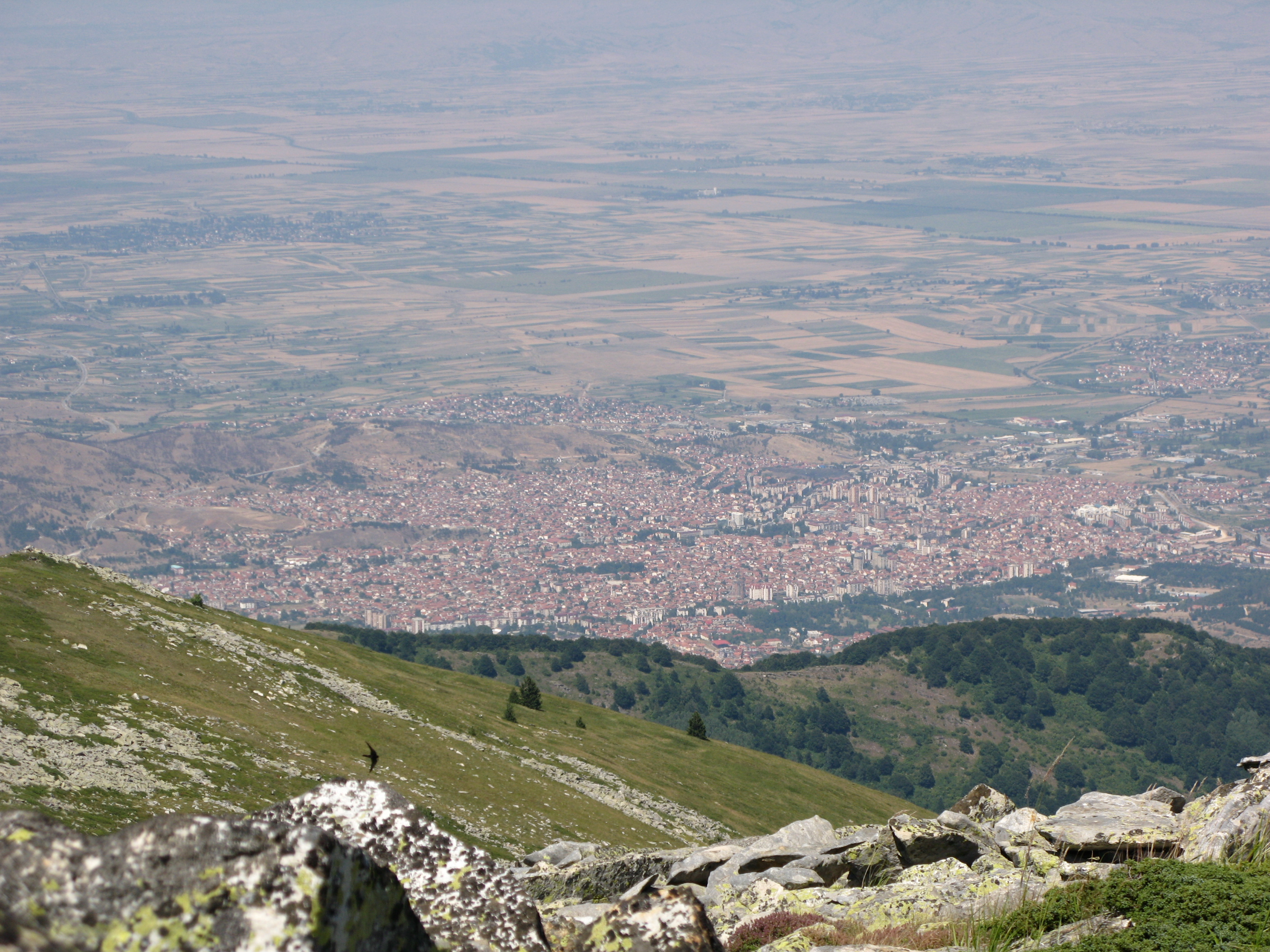
Вид на місто Бітола з вершини Пелістер

На території гірського масиву у Македонії утворено національний парк Пелістер, який займає площу 171,5 км² та є найстарішим та другим за величиною національним парком після Маврово. На території національного парку проживають окремі рідкісні представники флори та фауни, в тому числі ендеміки Балкан — балканська чи румелійська сосна (Pinus peuce).
Пелістер також відомий завдяки двом гірським озерам, щі звуться Пелістерські Очі. Велике озеро розташоване на висоті 2218 м над рівнем моря, а Мале озеро — на висоті 2180 м. Тут розташовані витоки багатьох річок.
На деяких вершинах зустрічається сніг навіть у липні, а іноді новий сніг випадає тоді, коли ще є торішній.
На вершині Пелістер розташована радіовежа.
Між Першою та Другою світовими війнами тут почав зароджуватися туризм, як зимовий (гірськолижний) так і літній. Нині в районі діють декілька готелів та баз відпочинку.